# Dick Turpin (historieta)
Dick Turpin fue una serie de historietas protagonizada por el bandolero inglés homónimo, que Ramón de la Fuente Sánchez realizó en 1979 para la revista "Zas!" de Editorial Bruguera. A pesar de haber sido hecha con una visión casi nula, aún se puede apreciar su  capacidad de historietista.

## Trayectoria editorial
La serie de Dick Turpin constó de dos historias de treinta páginas cada una y fueron publicadas inicialmente en los números 1, 2, 3, 8 y 9 de la colección "¡Zas!" y en el número 96 de "Mortadelo Especial", en donde se editaron las dieciocho últimas páginas de la segunda aventura.
Sucesivamente fue editada por Editorial Valenciana como homenaje póstumo a Ramón en su colección "El Guerrero del Antifaz" (1984) a partir del número 21.